# Walter Vesti
Walter Vesti (ur. 6 marca 1950 w Davos) – szwajcarski narciarz alpejski. Nie startował na igrzyskach olimpijskich. Najlepszym wynikiem Vestiego na mistrzostwach świata było 8. miejsce na mistrzostwach w Garmisch-Partenkirchen w zjeździe. Najlepsze wyniki w Pucharze Świata osiągnął w sezonie 1974/1975, kiedy to zajął 20. miejsce w klasyfikacji generalnej.

## Sukcesy

### Puchar Świata

#### Miejsca w klasyfikacji generalnej
- 1973/1974 – 41.
- 1974/1975 – 20.
- 1975/1976 – 63.
- 1977/1978 – 25.
- 1978/1979 – 50.
- 1979/1980 – 53.
- 1980/1981 – 53.
- 1981/1982 – 84.

#### Miejsca na podium
1. Megève – 1 lutego 1975 (zjazd) – 1. miejsce
2. Kitzbühel – 20 stycznia 1978 (zjazd) – 2. miejsce
3. Val Gardena – 16 grudnia 1978 (zjazd) – 3. miejsce